# وحش جيفودان

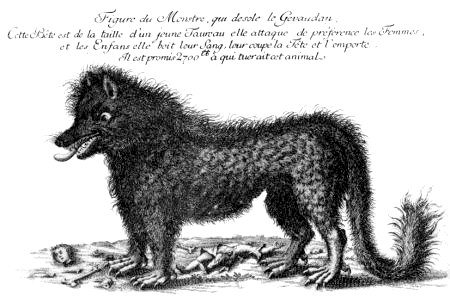
رسم للوحش و إعلان بتقديم 2700 فرنك لمن يقتله.

وحش جيفودان (بالفرنسية: La Bête du Gévaudan، بالأوكيتانية: La Bèstia de Gavaudan)‏ هو الاسم التاريخي الذي ارتبط بذئب أو كلب كان يأكل الناس والذي أرهب محافظة جيفودان السابقة (مقاطعة لوزار في العصر الحديث وجزء من لوار العليا)، في جبال مارجيريد في جنوب وسط فرنسا بين عامي 1764 و 1767. يقال أن هذه الهجمات، التي غطت منطقة مساحتها 90 في 80 كيلومتر (56 في 50 ميل)، ارتكبها وحش أو عدة وحوش لها أسنان مخيفة وذيول هائلة وفقا لشهود العيان المعاصرين.
لقي أغلب الضحايا مصرعهم بأن نهش الوحش حناجرهم. وظفت الحكومة الفرنسية الكثير من المال والرجال لاصطياده. بما في ذلك العديد من النبلاء والجيش والمدنيين، وعدد من الصيادين الملكيين.
يختلف عدد الضحايا وفقا للمصادر. في عام 1987، قدرت دراسة أنه كانت هناك 210 هجمة. مما أدى إلى سقوط 113 قتيلا و 49 مصابا. 98 من الضحايا قتلوا أو تم أكلهم جزئيا. لكن تزعم مصادر أخرى أنه قتل ما بين 60 إلى 100 من البالغين والأطفال، فضلا عن إصابة أكثر من ثلاثين.

## الوصف
تختلف الأوصاف بين المصادر، ولكن عموما قيل أن الوحش يبدو مثل الذئب ولكن حجمه كبير مثل العجل. وكان رأسه كبيرا يشبه الكلب مع آذان صغيرة مستقيمة، صدره واسع، وفمه الكبير يظهر أسنان كبيرة جدا. ويقال أن فراء الوحش كان أحمر اللون ولكن كان على ظهره خط أسود.

## التاريخ

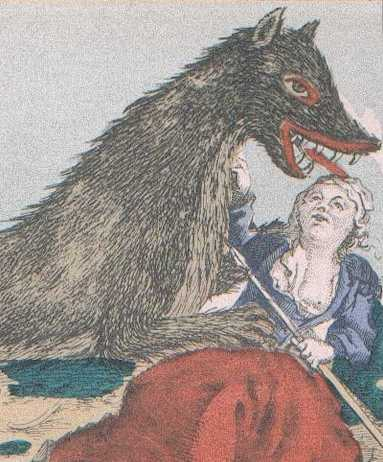
لوحة من القرن التاسع عشر تظهر امرأة تدافع عن نفسها من وحش جيفودان.

### البدايات
تم تسجيل أول هجوم لوحش جيفودان في مطلع صيف 1764. كانت امرأة شابة ترعى الماشية في غابة ميركوار قرب لانغوني في الجزء الشرقي من جيفودان، ورأت الوحش يتجه نحوها. لكن الثيران في القطيع هاجمت الوحش وأبقته بعيدا، ثم طردته بعد أن عاود الهجوم. بعد ذلك بزمن قصير وقعت أول ضحية للوحش. حيث قتل جان بوليه ذو الأربعة عشر عاما بالقرب من قرية ليه أوباك قرب بلدة لانغوني.
خلال الأشهر الأخيرة من عام 1764، تم الإبلاغ عن مزيد من الهجمات في أنحاء المنطقة. أصاب الرعب السكان لأن الوحش يستهدف الرجال والنساء والأطفال الوحيدين الذين يرعون الحيوانات في الغابات حول جيفودان. تذكر التقارير أن الوحش كان يستهدف فقط رأس أو رقبة الضحية.
في أواخر ديسمبر 1764 حامت الشائعات أنه قد يكون هناك زوج من الوحوش وراء هذه الهجمات. ويرجع هذا لأن الهجمات تكررت في فترة زمنية قصيرة، وكثير منها تم تسجيلها والإبلاغ عنها في نفس الوقت. وتشير بعض الروايات المعاصرة ترى أن المخلوق شوهد مع حيوان آخر، في حين يرى آخرون أن الوحش كان مع صغاره.
في 12 يناير 1765، هوجم جاك بورتفيه وسبعة من أصدقائه من قبل الوحش، وتمكنوا من إبعاده عن طريق البقاء ومجتمعين معا. وصل الخبر إلى مسامع لويس الخامس عشر الذي منح 300 ليفر لبورتفيه و350 ليفر تقسم بين أصحابه. وأمر الملك أيضا أن يتم تعليم بورتفيه على نفقة الدولة. وأصدر مرسوما يقضي بأن تساعد الدولة الفرنسية على العثور على الوحش وقتله.

### التدخل الملكي

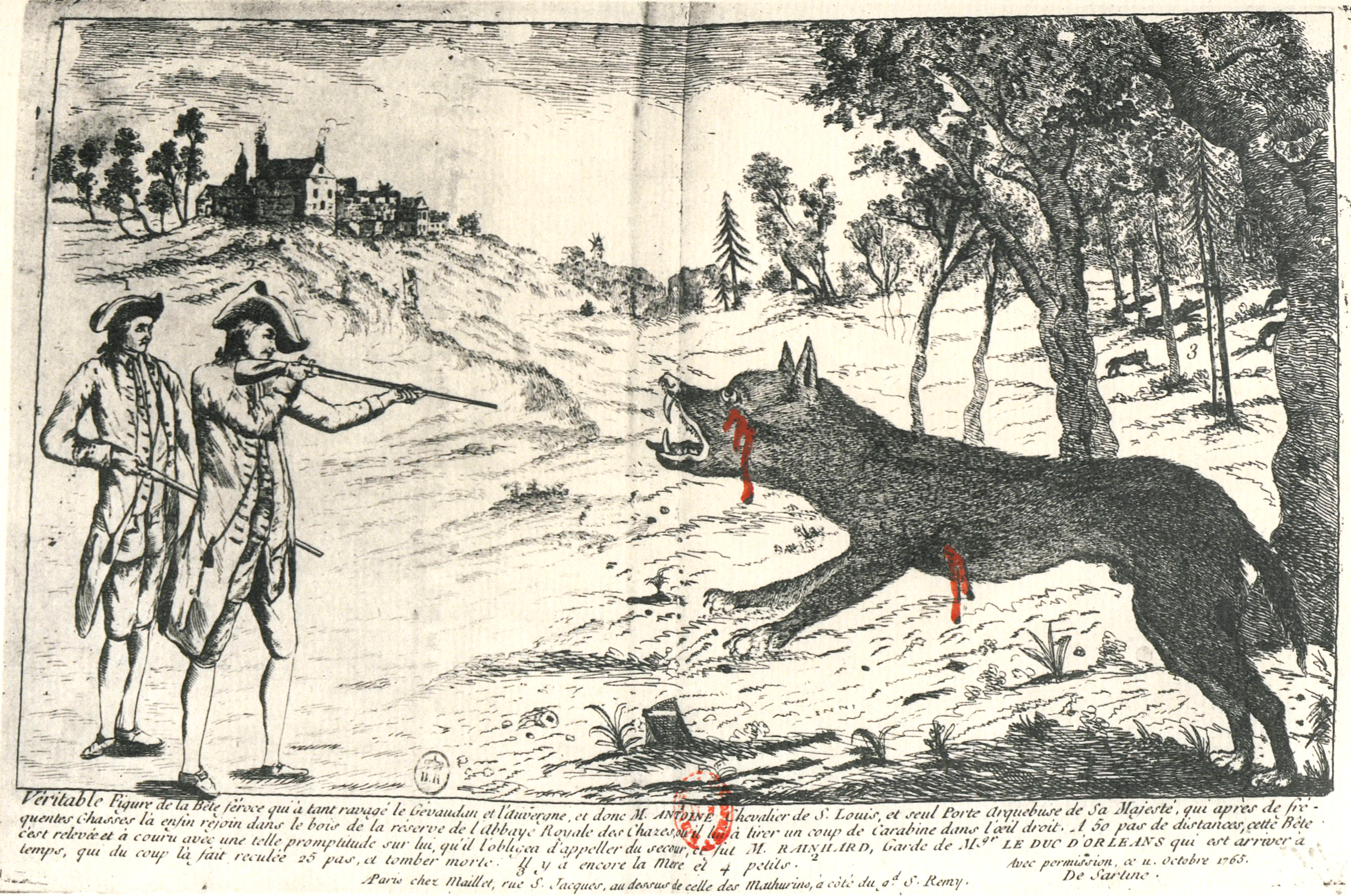
نقش من القرن الثامن عشر من صنع أنطوان دي بوتيرن عن قتل ذئب شازيه.

بعد ثلاثة أسابيع أرسل لويس الخامس عشر اثنين من صيادي الذئاب المحترفين إلى جيفودان، جان شارل مارك أنطوان فوميل دينفال وابنه جان فرانسوا. وصلا إلى كليرمون فيران في 17 فبراير 1765، حاملين معهم ثمانية كلاب مدربة على صيد الذئاب. خلال الأشهر الأربعة التالية اصطاد الاثنان عدة ذئاب أوراسية ظنا منهم أنها الوحش. لكن الهجمات استمرت، فتم استبدالهما في يونيو 1765 من قبل فرانسوا أنطوان (ويسمى خطأ أنطوان ديبوتيرن)، وهو حامل قربينة وملازم في الجيش ووصل في لو مالزيو يوم 22 يونيو.
في 20 سبتمبر 1765، قتل أنطوان الذئب الثالث له وكان بقياس 80 سم (31 بوصة) وبارتفاع 1.7 متر (5 أقدام و 7 بوصات) لفترة طويلة، وزنها 60 كجم (£ 130). الذئب، الذي كان اسمه "ذئب شازيه" على اسم دير شازيه القريب، قيل أنه كان كبيرا جدا عن غيره من الذئاب. صرح أنطوان رسميا: "إننا نعلن من خلال هذا التقرير الموقع بأيدينا، أننا لم نر ذئبا يماثل هذا في الكبر. ولهذا السبب نظن أن هذا هو الوحش المخيف الذي تسبب بالضرر في المنطقة”. تم التعرف على الحيوان من قبل الناجين من هجومه عندما رأوا الندوب على جسمه وذلك حين جرحوه دفاعا عن أنفسهم. تم تحنيط الذئب وإرساله إلى فرساي حيث تم استقبال أنطوان كبطل، وتلقي مبلغا كبير من المال كذلك الألقاب والجوائز.
إلا أنه في 2 ديسمبر 1765، هاجم وحش آخر رجلين وأصابهما بجروح خطيرة. وأتبع هذا عدة تقارير عن وفيات تبعت هجمات "وحش سانت ماري”.

### الهجمات الأخيرة
ينسب الفضل في قتل المخلوق الذي مثل نهاية الهجمات إلى صياد محلي يدعى جان شاستيل، والذي أطلق النار عليه خلال مطاردة نظمها أحد النبلاء المحليين، ماركيز دابشيه، في 19 يونيو 1767. قدم المؤلفون لاحقا فكرة أن شاستيل أطلق النار على مخلوق برصاصة فضية مباركة من صنعه، وعندما قام الرجال بفتح بطنه، عثروا في معدة الحيوان على بقايا بشرية.

## نظريات

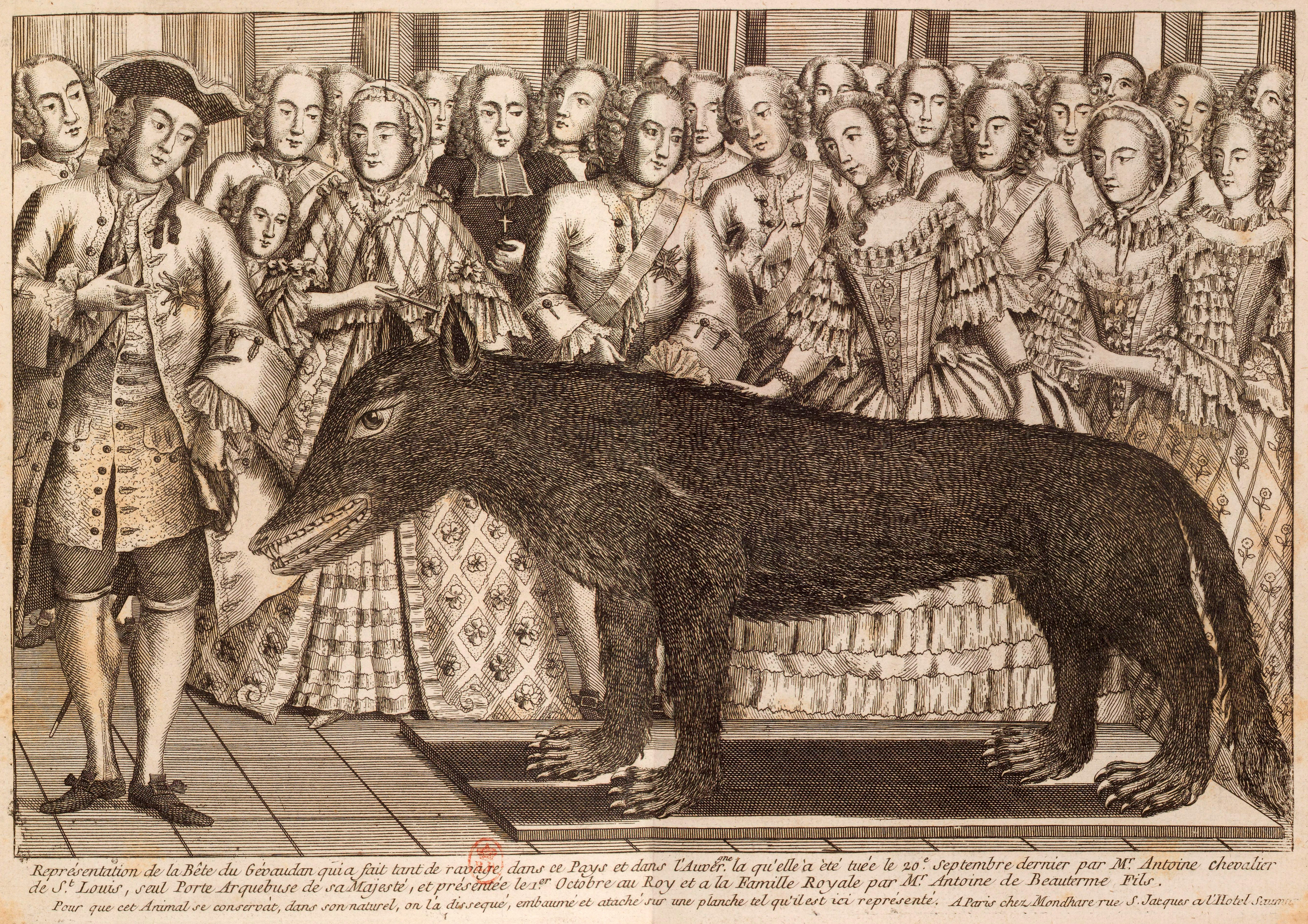
الذئب الذي قتل على يد فرانسوا أنطوان في 21 سبتمبر 1765، ويظهر في بلاط لويس الخامس عشر

وفقا للباحثين الحديثين، فإن الهستيريا التي أصابت الناس وقت الهجمات ساهمت في انتشار الأساطير بأن وحوشا خارقة كانت تجوب جيفودان، ولكن يحتمل أن الوفيات التي نسبت إلى الوحش هي من عمل أكثر من ذئب أو قطيع من الذئاب. في عام 2001 اقترح عالم الطبيعة الفرنسي ميشيل لويس أن الدرواس الأحمر الذي يخص جان شاستيل انجب الوحش وأن مقاومته للرصاص قد ترجع لارتدائه جلد خنزير يافع وبالتالي أيضا يفسر لونه غير العادي.
في الواقع لم يكن وحش جيفودان واحدا، بل عدة ذئاب آكلة للبشر تصطاد في عزلة. عندما قتلت جميعها لم يعد هناك أي ضحايا من البشر. كانت مشكلة هجمات الذئاب في تلك السنوات خطيرة جدا، ليس فقط في فرنسا بل في جميع أنحاء أوروبا، حيث وقع عشرات الآلاف القتلى في القرن الثامن عشر فقط.

## في الأدب
- أول مرجع أدبي عن «وحش جيفودان» كان في رواية ايلي بيرتيه عام 1858 بنفس الاسم، ونسب عمليات القتل إلى كل من الذئب ورجل يعتقد أنه مستذئب.
- في عام 1904، أعاد الكاتب والصحافي روبرت شيرارد النظر بفكرة شيرارد برواية «الذئاب: قصة قديمة تحكى مجددا». ظهرت فكرة الذئب والمستذئب مرة أخرى. وأشار شيرارد إلى رواية إيلي بريتيه في المقدمة باعتبارها مصدر القصة.
- سافر روبرت لويس ستيفنسون عبر المنطقة في عام 1878، ووصف الحادث في كتابه رحلات مع حمار في سيفين، وزعم أن واحدا من المخلوقات على الأقل كان ذئبا:

كانت هذه أرض الوحش الخالد، نابليون الذئاب. يالها من حياة هي حياته! عاش عشرة أشهر في الأماكن الخالية في جيفودان وفيفاريه؛ فأكل النساء والأطفال و«راعيات الغنم المعروفات بجمالهن»؛ كان يطارد الفرسان المسلحين؛ وشوهد في الظهيرة يطارد عربة على طريق الملك، وهم يفرون من أمامه. تم التبليغ عنه مثل مجرم سياسي، وعرضت جائزة عشرة آلاف فرنك على رأسه. ولكن عندما أطلقوه عليه النار وأرسلوه إلى فرساي، ها! ذئب عادي، وحتى أنه صغير على الذئاب.

## في الثقافة الشعبية
- وفي رواية باتريشيا بريغز «الصيد البري»، الوحش هو مستذئب فرنسي يدعى جان شاستيل، ولديه ميل لصيد النساء والضعفاء.
- ظهر الوحش في حلقة من مسلسل «الحيوان إكس» أشاروا إلى أنه هجين ذئب وكلب تم تدريبه على مهاجمة على الناس.
- الفيلم الفرنسي التلفزيوني «وحش جيفودان» (2003)،[8] أخرجه باتريك فولسون مستند على هجمات الوحش
- فيلم أخوة الذئاب (2001)، [9] أخرجه كريستوف غانس، وهو فيلم روائي طويل مستند على الأسطورة. تصرف الفيلم بحرية في القصة لجعل القصة أكثر إثارة للجمهور العام. وبدلا وضع ذئب أو هجين كلب وذئب، فإن الفيلم يصور المخلوق بأنه هجين نسل أسد مع سنور كبير آخر غير معروف، وعنده درع يجعله أكثر رعبا. الوحش هو أداة لدى تنظيم سري سمي عليه الفيلم، يسعى إلى تقويض الثقة العامة بالملك وأخذ البلاد بالقول إن الوحش هو عقاب إلهي على تساهل الملك للعلم الحديث على الدين.
- في الحلقة السادسة من دراما MTV عام 2011 ذئب مراهق، وتعلم الشخصية الرئيسية أليسون أن عائلتها من صيادي المستذئبين هم مسؤولون عن قتل وحش جيفودان.
- في فيلم الرجل الذئب عام 2010 فإن العصا برأس الذئب التي يملكها لورانس تالبوت قد أخذت من مدينة جيفودان.
- في لعبة أتموسفير، جيفودان هو اسم شخصية الذئب الأزرق «هاربنغر» والذي يستخدم كلاعب رمزي.
- في أكتوبر 2009، بثت قناة هيستوري فيلما وثائقيا بعنوان الرجل الذئب الحقيقي وجادل أن الوحش كان حيوانا غريبا في شكل ضبع آسيوي، وهو نوع من الضبعيات ذات الشعر الطويل انقرضت الآن في أوروبا.[10]

## وصلات خارجية
- A comprehensive history on the Beast of Gévaudan
- Robert Darnton, The Wolf Man's Revenge, The New York Review of Books, June 9, 2011; review of Monsters of the Gévaudan: The Making of a Beast by Jay M. Smith (Harvard University Press, 2011).
- Multi language site of the Beast of Gévaudan.